# Львов Олександр Львович
Олександр Львович Львов (Лібкінд) (рос. Александр Львович Львов (Либкинд); нар. 17 серпня 1944) — радянський футболіст, виступав на позиції воротаря. По завершенні кар'єри гравця — радянський та російський спортивний журналіст.

## Життєпис
Вихованець ДЮСШ «Спартак» (Москва). За першу команду не грав, у 1962 році в складі дубля став чемпіоном СРСР серед юнаків, у 1963 році був дублером Володимира Маслаченка. Виступав за команди другої ліги «Динамо» Махачкала (1966), «Шахтар» Кадіївка (1966), «Селенга» Улан-Уде (1967), «Спартак» Орел (1967), «Знамя» Ногінськ (1968), «Шахтар» Шахти (1969), «Локомотив» Калуга (1970), «Горинь» Рівне (1971).
Закінчив Інститут фізкультури. Працював інструктором фізкультури, викладачем. З 1976 року почав працювати старшим кореспондентом у газеті «Спортивна Москва». Під час роботи в газеті «Московський комсомолець» взяв псевдонім Львов.
Обіймав посаду прес-аташе московського «Спартака» (1 жовтня 1996-2002), збірної Росії (1999-2002), московського «Динамо» (2003-2005). Зазвичай це було в ті ж періоди, коли у вище вказаних командах працював Олег Романцев.
З 1 жовтня 1996 року, з перервами — оглядач видання «Спорт-Експрес».
Автор книг «Команда починається з воротаря» (1986) і «Ми всі одна команда» (1993) (обидві — спільно з Рінатом Дасаєвим) та «Від "Спартака" до збірної» (2017).